# James Keir
Pour les articles homonymes, voir Keir.
James Keir (20 septembre 1735 - 11 octobre 1820) est un chimiste, géologue, industriel et inventeur écossais, né à Stirlingshire en Écosse, qui fut un membre éminent de la Lunar Society.